# Lebak Budi (Merapi Barat)
Lebak Budi is een bestuurslaag in het regentschap Lahat van de provincie Zuid-Sumatra, Indonesië. Lebak Budi telt 935 inwoners (volkstelling 2010).